# Kvalspelet till världsmästerskapet i handboll för herrar 2007 (Europa)
| Grupp 1                 | Grupp 1 | Grupp 1 | Grupp 1 | Grupp 1 | Grupp 1 | Grupp 1 | Grupp 1 |
| ----------------------- | ------- | ------- | ------- | ------- | ------- | ------- | ------- |
| Grekland                | 6       | 4       | 0       | 2       | 164     | 148     | 8       |
| Bosnien och Hercegovina | 6       | 4       | 0       | 2       | 182     | 169     | 8       |
| Nederländerna           | 6       | 2       | 0       | 4       | 159     | 181     | 4       |
| Italien                 | 6       | 2       | 0       | 4       | 157     | 181     | 4       |

| Grupp 2   | Grupp 2 | Grupp 2 | Grupp 2 | Grupp 2 | Grupp 2 | Grupp 2 | Grupp 2 |
| --------- | ------- | ------- | ------- | ------- | ------- | ------- | ------- |
| Österrike | 6       | 5       | 0       | 1       | 205     | 161     | 10      |
| Finland   | 6       | 3       | 0       | 3       | 173     | 170     | 6       |
| Israel    | 6       | 3       | 0       | 3       | 171     | 173     | 6       |
| Bulgarien | 6       | 1       | 0       | 5       | 153     | 198     | 2       |

| Grupp 3    | Grupp 3 | Grupp 3 | Grupp 3 | Grupp 3 | Grupp 3 | Grupp 3 | Grupp 3 |
| ---------- | ------- | ------- | ------- | ------- | ------- | ------- | ------- |
| Tjeckien   | 6       | 5       | 0       | 1       | 219     | 149     | 10      |
| Makedonien | 6       | 4       | 1       | 1       | 200     | 176     | 9       |
| Estland    | 6       | 2       | 1       | 3       | 169     | 182     | 5       |
| Cypern     | 6       | 0       | 0       | 6       | 133     | 214     | 0       |

| Grupp 4   | Grupp 4 | Grupp 4 | Grupp 4 | Grupp 4 | Grupp 4 | Grupp 4 | Grupp 4 |
| --------- | ------- | ------- | ------- | ------- | ------- | ------- | ------- |
| Rumänien  | 6       | 5       | 1       | 0       | 186     | 143     | 11      |
| Litauen   | 6       | 3       | 1       | 2       | 174     | 149     | 7       |
| Lettland  | 6       | 2       | 0       | 4       | 177     | 169     | 4       |
| Luxemburg | 6       | 1       | 0       | 5       | 129     | 205     | 2       |

| Grupp 5     | Grupp 5 | Grupp 5 | Grupp 5 | Grupp 5 | Grupp 5 | Grupp 5 | Grupp 5 |
| ----------- | ------- | ------- | ------- | ------- | ------- | ------- | ------- |
| Sverige     | 6       | 6       | 0       | 0       | 223     | 139     | 12      |
| Vitryssland | 6       | 4       | 0       | 2       | 189     | 160     | 8       |
| Turkiet     | 6       | 2       | 0       | 4       | 140     | 197     | 4       |
| Belgien     | 6       | 0       | 0       | 6       | 155     | 211     | 0       |

Playoff spelades tredje veckan i juni.
| Lag 1                  | Lag 1                  | Resultat | Lag 2     | Lag 2     | 1:st matchen | 2:a matchen |
| ---------------------- | ---------------------- | -------- | --------- | --------- | ------------ | ----------- |
| Grekland               | Grekland               | 47–51    | Polen     | Polen     | 27–22        | 20–29       |
| Portugal               | Portugal               | 47–55    | Ukraina   | Ukraina   | 21–30        | 26–25       |
| Rumänien               | Rumänien               | 56–57    | Norge     | Norge     | 29–30        | 27–27       |
| Serbien och Montenegro | Serbien och Montenegro | 58–73    | Tjeckien  | Tjeckien  | 31–37        | 27–36       |
| Slovenien              | Slovenien              | 67–51    | Österrike | Österrike | 36–26        | 31–25       |
| Slovakien              | Slovakien              | 52–65    | Ungern    | Ungern    | 24–33        | 28–32       |
| Sverige                | Sverige                | 54–57    | Island    | Island    | 28–32        | 26–25       |
| Schweiz                | Schweiz                | 54–85    | Ryssland  | Ryssland  | 26–41        | 28–44       |